# Маршал Советского Союза
Ма́ршал Сове́тского Сою́за — персональное воинское звание (ранее называлось военное) высшего командного состава в Рабоче-крестьянской Красной армии (РККА) и Советской армии (СА) ВС СССР.
Звание введено в 1935 году, последний раз присвоено в 1990 году. В 1993 году в Вооружённых силах России исключено из перечня воинских званий. До 26 июня 1945 года было высшим званием в РККА, после — вторым по старшинству после звания Генералиссимуса Советского Союза. Однако, после смерти единственного Генералиссимуса И. В. Сталина в 1953 году — де-факто снова являлось высшим. Персональное воинское звание присваивалось указом Президиума Верховного Совета СССР.
С 1943 года в некоторых родах войск, видах вооружённых сил и специальных войск существовало младшее звание Главного маршала рода войск. В Военно-морском флоте СССР с 1946 года было равное по старшинству звание Адмирал флота, а с 1955 года — Адмирал Флота Советского Союза.

## История

### До Великой Отечественной войны
Военное звание Маршал Советского Союза было введено постановлением Центрального Исполнительного Комитета и Совета Народных Комиссаров СССР № 19/2135 от 22 сентября 1935 года «О введении персональных военных званий начальствующего состава РККА», вместе с другими персональными военными званиями личного состава Рабоче-крестьянской Красной армии (РККА) и Рабоче-крестьянского Красного флота (РККФ): 
Установить звание «Маршал Советского Союза», персонально присваиваемое Правительством Союза ССР выдающимся и особо отличившимся лицам высшего командного состава.
Первое присвоение звания Маршала Советского Союза состоялось 20 ноября 1935 года. Его получили пять военачальников:
- К. Е. Ворошилов — народный комиссар обороны СССР;
- А. И. Егоров — начальник Генерального штаба РККА;
- М. Н. Тухачевский — заместитель народного комиссара обороны СССР;
- С. М. Будённый — инспектор кавалерии РККА;
- В. К. Блюхер — командующий Особой Краснознамённой Дальневосточной армией[8].

7 мая 1940 года звание маршала получили также:
- С. К. Тимошенко — народный комиссар обороны СССР;
- Г. И. Кулик — заместитель народного комиссара обороны СССР;
- Б. М. Шапошников — начальник Генерального штаба РККА[8].

К этому времени трое из пяти первых маршалов были расстреляны (А. И. Егоров, М. Н. Тухачевский и В. К. Блюхер).

### В период Великой Отечественной войны

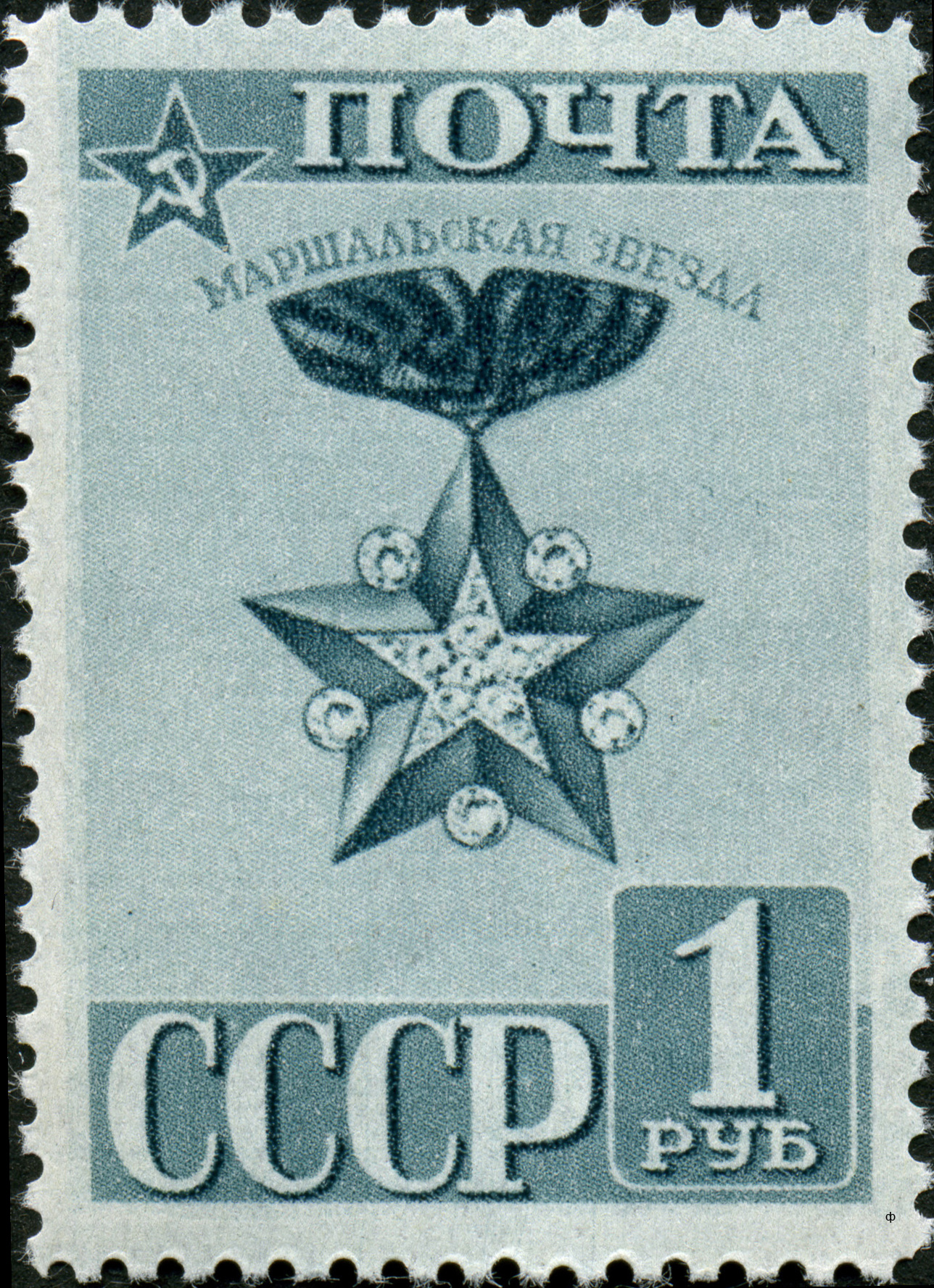
Почтовая марка СССР, 1941 год. Маршальская звезда

С началом Великой Отечественной войны трое из пяти маршалов были включены в состав Ставки главного командования (С. К. Тимошенко, К. Е. Ворошилов и С. М. Будённый), чуть позже членом Ставки стал и Б. М. Шапошников.
При создании на важнейших участках фронта временных главных командований войск направлений их главнокомандующими также назначались маршалы: Северо-Западного (июль—август 1941) — К. Е. Ворошилов, Западного (июль—сентябрь 1941) — С. К. Тимошенко, Юго-Западного — С. М. Будённый (июль—сентябрь 1941) и С. К. Тимошенко (сентябрь 1941 — июнь 1942), Северо-Кавказского (апрель—май 1942) — С. М. Будённый. Единственным исключением из этого правила стало назначение главнокомандующим войск Западного направления при его втором создании (февраль—май 1942) генерала армии Г. К. Жукова.
В начале войны маршалы (за исключением Б. М. Шапошникова, всегда работавшего в Москве) назначались представителями Ставки и командующими фронтами на самых угрожаемых направлениях, а также выполняли самые разные поручения Ставки. Не справившийся с рядом поручений маршал Г. И. Кулик был назначен командующим армией, но и на этом посту проявил себя не лучшим образом. В феврале 1942 года он был лишён ряда наград и званий, в том числе звания маршала, и разжалован в генерал-майоры.
18 января и 16 февраля 1943 года состоялись первые с начала войны присвоения звания маршалов. Ими стали:
- Г. К. Жуков — первый заместитель народного комиссара обороны СССР;
- А. М. Василевский — начальник Генерального штаба РККА.

6 марта 1943 года звание Маршала Советского Союза было присвоено И. В. Сталину «по занимаемой должности» народного комиссара обороны и Верховного Главнокомандующего.
В дальнейшем сложилась традиция присвоения звания маршала особо отличившимся командующим фронтами:
- И. С. Конев — командующий 2-м Украинским фронтом (20 февраля 1944 года);
- Л. А. Говоров — командующий Ленинградским фронтом (18 июня 1944 года);
- К. К. Рокоссовский — командующий 1-м Белорусским фронтом (29 июня 1944 года);
- Р. Я. Малиновский — командующий 2-м Украинским фронтом (10 сентября 1944 года);
- Ф. И. Толбухин — командующий войсками 3-го Украинского фронта (12 сентября 1944 года);
- К. А. Мерецков — командующий войсками Карельского фронта (26 октября 1944 года).

В конце Великой Отечественной войны восемь из десяти командующих фронтами (Г. К. Жуков, А.М.Василевский, И. С. Конев, Л. А. Говоров, К. К. Рокоссовский, Р. Я. Малиновский, Ф. И. Толбухин и К.А.Мерецков) были маршалами.
Общее число маршалов выросло за годы Великой Отечественной войны с пяти до двенадцати. В феврале 1942 года звания маршала был лишён Г. И. Кулик. В марте 1945 года скончался Б. М. Шапошников, ставший единственным маршалом, ушедшим из жизни во время Великой Отечественной войны.

### После Великой Отечественной войны
В период после окончания войны и до смерти И. В. Сталина звание Маршала Советского Союза присваивалось трижды, из них два раза — гражданским лицам.
- 9 июля 1945 года специальные звания работников государственной безопасности были заменены воинскими званиями и Маршалом Советского Союза стал нарком внутренних дел СССР Л. П. Берия, до этого носивший упраздненное специальное звание генерального комиссара государственной безопасности. (Лишён звания 23 декабря 1953). При этом Берия стал единственным, кому звание не присваивалось, а он его получил фактически в рабочем порядке вследствие переаттестации.
- 3 июля 1946 года маршалом стал главнокомандующий Группой советских войск в Германии и главноначальствующий Советской военной администрации в Германии В. Д. Соколовский.
- 3 ноября 1947 года звание маршала получил никогда не командовавший войсками министр Вооружённых сил СССР Н. А. Булганин. 3 марта 1947 года он сменил И. В. Сталина на посту министра и стал третьим после него и Берии маршалом, получившим звание «по занимаемой должности». Существует версия, что присвоение звания было связано с щекотливой ситуацией, возникшей перед парадом 7 ноября 1947 года. Командовать парадом предстояло Маршалу Советского Союза К. А. Мерецкову, а принимать его должен был генерал армии Н. А. Булганин, которому присвоили звание маршала, чтобы устранить несоответствие. [источник не указан 1103 дня] (Лишён звания 26 ноября 1958).

11 марта 1955 года состоялось самое массовое присвоение звания Маршала Советского Союза. Его получили шесть генералов: главный инспектор Министерства обороны СССР И. Х. Баграмян, главнокомандующий войсками ПВО СССР С. С. Бирюзов, главнокомандующий Группой советских войск в Германии А. А. Гречко, и командующие войсками трех военных округов — А. И. Еременко (Северо-Кавказский ВО), К. С. Москаленко (Московский ВО) и В. И. Чуйков (Киевский ВО). В последующие годы правления Н. С. Хрущева звание присваивалось ещё трижды: главнокомандующему Группой советских войск в Германии М. В. Захарову (8 мая 1959), начальнику ГлавПУ СА и ВМФ СССР Ф. И. Голикову (6 мая 1961) и командующему войсками Московского ВО Н. И. Крылову (28 мая 1962).
В послевоенный период маршалами на действительной службе являлись почти все главы военного ведомства СССР и некоторые их заместители, а также большинство начальников Генерального штаба. К. К. Рокоссовский являлся министром обороны Польши, также имел звание маршала Польши. Также маршалами являлись некоторые главнокомандующие группами войск в Центральной и Восточной Европе, как и до 1989 года — все Главнокомандующие Объединёнными Вооружёнными силами Варшавского договора.
Присвоение звания Маршала Советского Союза Л. И. Брежневу являлось фактически почётным, поскольку его деятельность (как и Н. А. Булганина) никогда не была связана с командованием войсками. Тем не менее фактически он был Верховным Главнокомандующим Вооружённых сил СССР.
Д. Ф. Устинов, также никогда не командовавший войсками, получил это звание по занимаемой должности министра обороны (аналогично И. В. Сталину и Н. А. Булганину).
Последним, кому было присвоено звание, являлся Министр обороны СССР Д. Т. Язов (1924—2020). Дата присвоения звания — 28 апреля 1990 года. Язов был последним из военачальников, имевших звание Маршала Советского Союза.
| младшее войсковое звание: Главный маршал рода войск | Маршал Советского Союза | старшее звание вооружённых сил: Генералиссимус Советского Союза |

## Знаки различияМаршала Советского Союза

### Образца 1935 года
Знаки отличия 1935—1940 гг.
Большая золотая звезда на шинельных петлицах — диаметр 6 см, на петлицах френча и гимнастёрки — диаметр 5 см. Вышивка сплошная выпуклая, все наружные края окаймлены перпендикулярной вышивкой тонкими нитями, а середина вышита толстыми нитями, идущими из центра лучами во все концы звезды. Цвет петлиц — красный. На рукавах — большая золотая звезда: на шинели — диаметр 6 см, на френче и гимнастёрке — диаметр 5 см, один угольник из широкого золотого галуна и один угольник из красного сукна.

### Образца 1940 года
Знаки отличия 1940—1943 гг.
Большая золотая звезда на красных петлицах, из нижнего угла петлицы, вышитые золотой нитью лавровые ветви с серпом и молотом в центре. На рукавах — большая золотая звезда, окаймлённая красным кантом, и один угольник из красного сукна, посредине которого вышит узор, а по обе стороны — золотое шитьё с красной окантовкой.

### Образца 1943 года
Погоны 1943—1991 гг.
15 января 1943 года введены знаки различия на погонах: одна большая звезда диаметром 50 мм. Неизвестно, носились ли такие погоны в действительности, поскольку уже 6 февраля 1943 года знаки различия Маршалов Советского Союза были изменены: к звезде добавился расположенный выше её, по вертикальной оси погона Государственный Герб СССР. С этого времени погоны Маршалов Советского Союза существенно не изменялись.
После 1943 года Маршалы Советского Союза имели особенный мундир, отличающийся от генеральского; самой заметной отличительной чертой его было шитьё из дубовых листьев (а не лавровых ветвей) на передней части воротника; такое же шитьё имелось и на обшлагах рукавов. Эта деталь сохранялась на мундирах образца 1943, 1945 и 1955 годов. Кроме этого, маршальские фуражки имели другое шитьё (орнамент) на козырьке и плетёный шнур, отличающиеся от генеральских (см. фото).
С 1940 года особым отличительным знаком Маршала Советского Союза также выступала носившаяся на шее золотая с платиной и бриллиантами «Маршальская звезда», образец которой не изменялся вплоть до исключения звания из перечня. По статусу этот знак был во многом аналогичен статусу маршальского жезла в западноевропейских вооружённых силах.

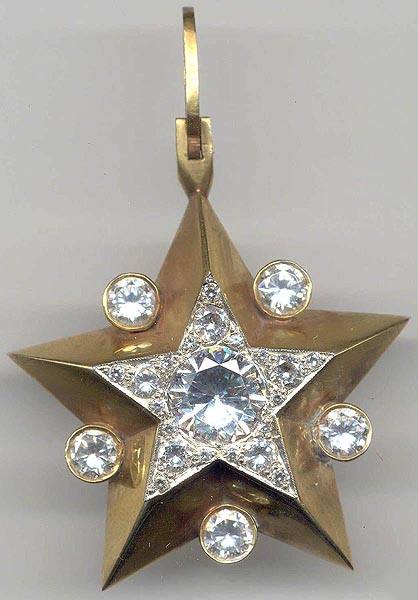
Маршальская звезда большого типа

## Военачальники, удостоенные звания Маршала Советского Союза
Всего, с 1935 года, звание Маршала Советского Союза было присвоено 41 раз. В том числе профессиональным военным — 36, политическим деятелям, занимавшим военные должности, — 5 (И. В. Сталин, Л. П. Берия, Н. А. Булганин, Л. И. Брежнев и Д. Ф. Устинов).
Шесть Маршалов Советского Союза были лишены этого звания:
- М. Н. Тухачевский лишён звания в соответствии с приговором от 11 июня 1937 года; этим же приговором он осуждён к расстрелу.
- Г. И. Кулик был понижен в звании до генерал-майора в 1942 году, но продолжал служить в Вооружённых Силах СССР. Впоследствии по другому уголовному делу арестован и расстрелян в августе 1950 года.
- В. К. Блюхер,  умерший под следствием в тюрьме в 1938 году.
- А. И. Егоров, расстрелянный по приговору суда в 1939 году.
- Л. П. Берия вскоре после ареста в июне 1953 года, ещё до вынесения приговора, особым указом лишён «всех наград и званий»; расстрелян в декабре 1953 года.
- Н. А. Булганин был понижен в звании до генерал-полковника в ноябре 1958 года и одновременно уволен в отставку; репрессиям не подвергался.

М. Н. Тухачевский, В. К. Блюхер, А. И. Егоров и Г. И. Кулик в процессе реабилитации были посмертно восстановлены в звании Маршала Советского Союза. В то же время Л.П. Берия посмертной реабилитации не подвергался и в звании Маршала Советского Союза восстановлен не был.

## Галерея

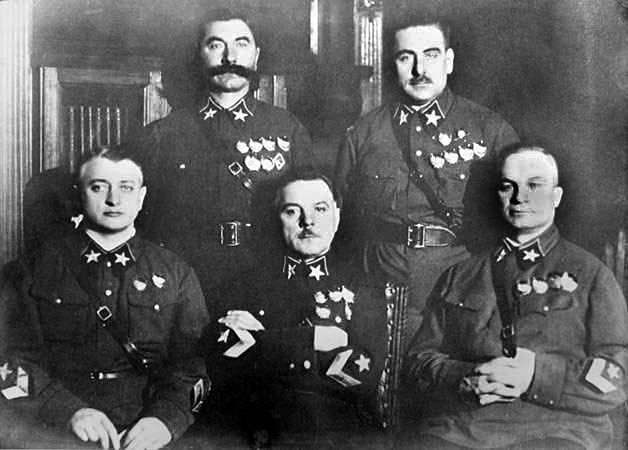
Первые пять Маршалов Советского Союза (слева направо): Тухачевский, Ворошилов, Егоров (сидят), Будённый и Блюхер (стоят)
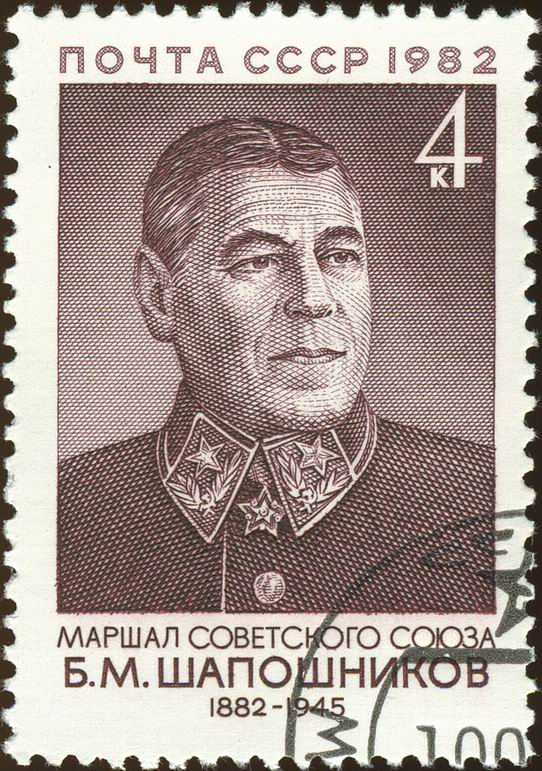
Маршал Советского Союза Б. М. Шапошников, знаки различия 1940—1943 годов, марка СССР, 1982 год
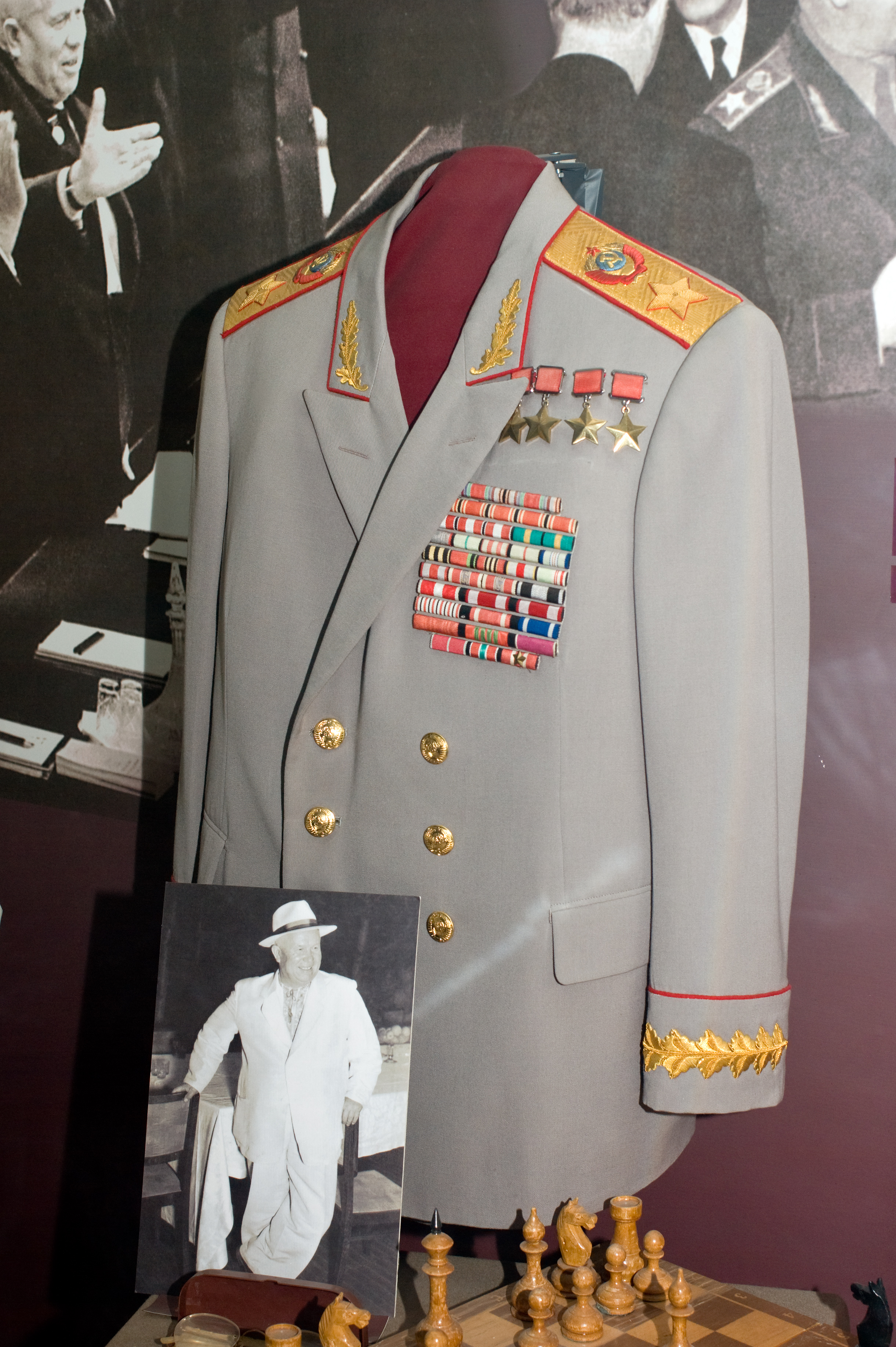
Мундир Маршала Советского Союза Г. К. Жукова, Государственный музей политической истории России
Мундир Маршала Советского Союза С. Ф. Ахромеева, Саранский мемориальный музей военного и трудового подвига 1941—1945 годов
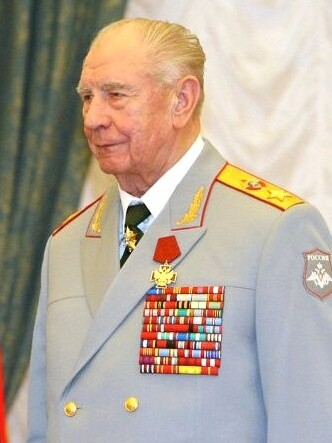
Маршал Советского Союза Д. Т. Язов в парадной форме одежды (2009 год)
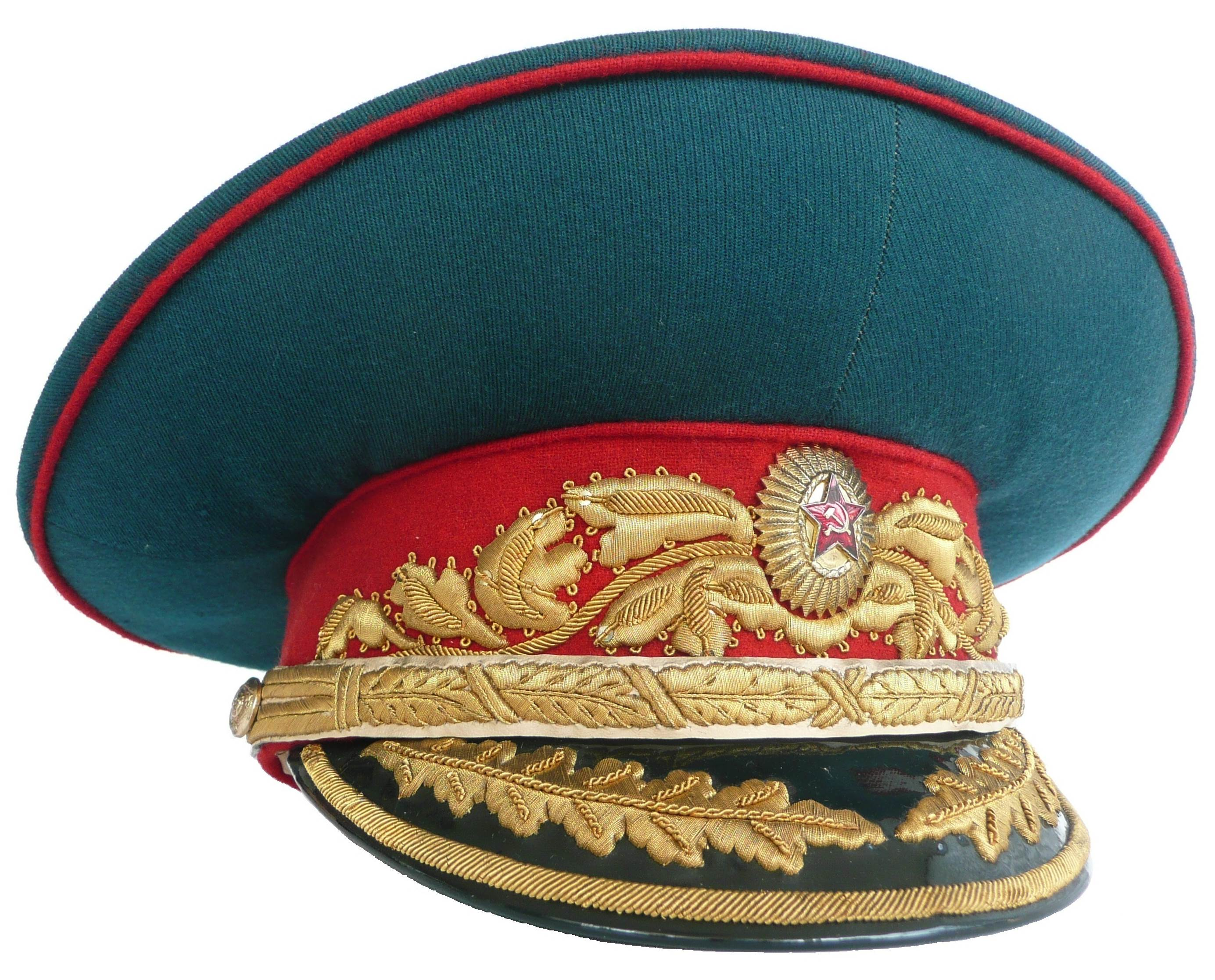
Парадная фуражка Маршала Советского Союза, ВС СССР

## Комментарии
1. ↑  Портрет И.В. Сталина в маршальском мундире
И. В. Сталину военное звание Маршала Советского Союза присвоено, 6 марта 1943 года, после победы в Сталинградской битве, и в дальнейшем он появлялся на публике в маршальском мундире. Все изображения Сталина также делались в этом мундире (на илл.)[9].